# 阿梅斯山脈
75°42′S 132°20′W / 75.700°S 132.333°W

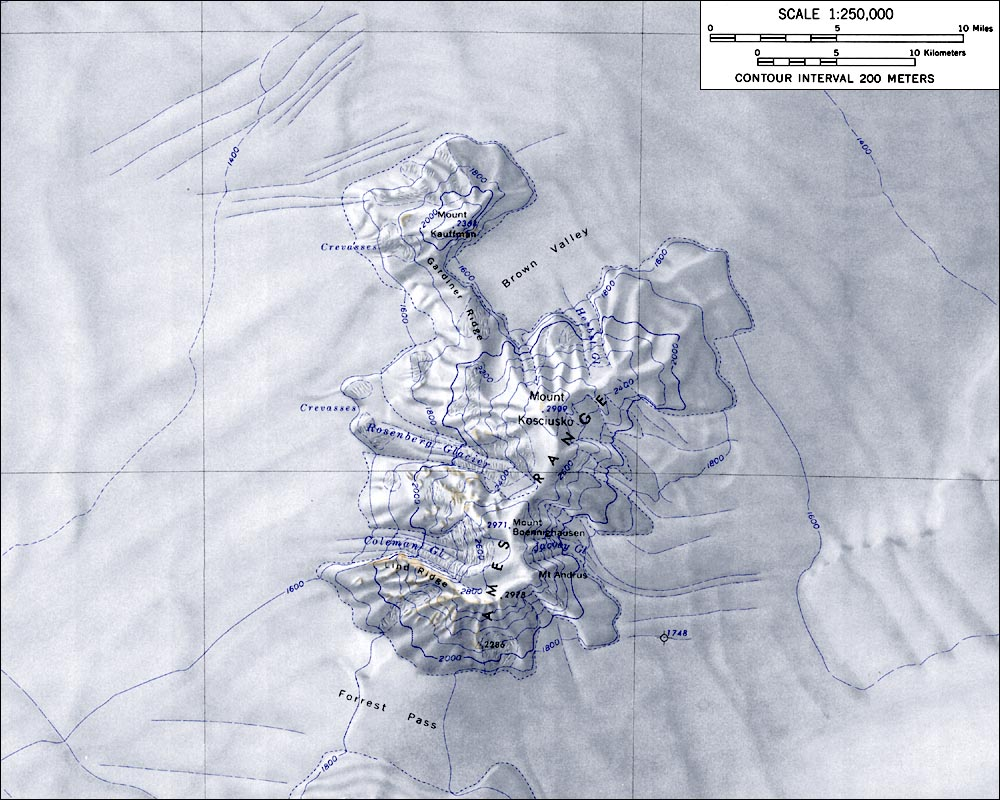

阿梅斯山脈（英語：Ames Range）是南極洲的山脈，位於瑪麗伯德地，全長32公里，與弗拉德山脈東端垂直交叉，由美國探險隊發現，現時由南極條約體系管理。